# Osted Fri- og Efterskole
Osted Fri- og Efterskole er en grundtvig-koldsk grundskole i Osted ved Roskilde.
Osted Efterskole tilbyder Kunstlinje, Musiklinje, Filmlinje, Gourmet (kokkelinje) samt Global Iværksætter (international linje). Osted Efterskole er godkendt som Cambridge International School. Skolen lægger vægt på det fællesskabsdannende og har plads til 126 elever, heraf op til fem elever med fysiske handicaps. 
Osted Friskole har plads til ca 200 elever fra 0. til 9. klassetrin og lægger vægt på det musisk/praktiske i balance med den boglige undervisning.
Skolen blev oprettet i 1917 af mennesker på Lejre-egnen, som ønskede at have medbestemmelse i forbindelse med deres børns undervisning. 
Den startede som friskole og blev få år efter udbygget med en efterskoleafdeling.
Osted Fri- og Efterskole består også af en børnehave, og friskolen har SFO og klub tilknyttet. Skolerne er selvstændigt beliggende. 
Der er ca. 80 medarbejdere.

## Skolens forstandere
- 1917 - 1941: Forstanderpar Christian og Margrethe Hansen
- 1941 - 1971: Forstanderpar Niels og Dora Pedersen
- 1971 - 1975: Forstanderpar Fini og Inge Rasmussen
- 1975 - 2005: Forstander Hans Anker Kofoed
- 2005 - 2009: Forstander Lene Møller
- 2009 - 2011: Forstander Malik Hyltoft
- 2013 - 2016: Kim Thavi Albrecht
- 2017 -         : Per Krøis Kjærsgaard